# 多什涅
51°32′51″N 24°40′39″E / 51.54750°N 24.67750°E
多什涅（烏克蘭語：Дошне），是烏克蘭的村落，位於該國西部沃倫州，由科韋利區負責管轄，面積0.16平方公里，海拔高度160米，2001年人口44，人口密度每平方公里273.29人。